# Социалистическая партия Уругвая
Социалистическая партия Уругвая (исп. Partido Socialista del Uruguay) — уругвайская социалистическая политическая партия.
Партия была членом Социалистического рабочего интернационала с 1932 по 1940 год. В 1951 году она вступила в Социалистический интернационал, который затем покинула в 1960 году и вновь вернулась в 1999 году. В 2017 году партия снова вышла из Социалистического интернационала и присоединилась к Прогрессивному альянсу.

## История
Левые рабочие группы стали складываться в Уругвае в последней четверти XIX века. В 1880-е гг. в Монтевидео сложились социалистические группы, разделявшие марксистскую идеологию. Социалистическая партия Уругвая, проводившая активную агитационную работу среди профсоюзных и рабочих организаций, была официально основана 12 декабря 1910 году, хотя её предшественница существовала с 1896 года.
Её главным руководителем на многие десятилетия стал доктор Эмилио Фругони, видный пропагандист социал-демократических идей; в рядах партии, среди прочих, была и известная феминистка Паулина Луиси. Центральным органом партии была газета «Germinal», которую позднее заменила «El Sol».
Под влиянием Октябрьской революции в России 21 сентября 1920 года VIII съезд Социалистической партии Уругвая обсудил и принял 21 условие, необходимое для вступления в Коминтерн: 1927 делегатов (82 %) проголосовали «за», 175 (7 %) — «против», 257 (11 %) воздержались. Выполняя 17-е условие о переименовании, партийное большинство 16 апреля 1921 года утвердило новое название — Коммунистическая партия Уругвая («за» проголосовало 1007 делегатов, или 90 %, против 110). Недовольное меньшинство под началом Фругони же воссоздало Социалистическую партию.
С середины 1950-х годов в партии происходило идеологическое обновление: СПУ дистанцировалась от изначальной идеологии Эмилио Фругони, близкой к правому крылу европейской социал-демократии, и приняло антиимпериалистические позиции, за которые в рядах социалистов ратовал историк Вивиан Триас, так что в январе 1960 года XXXII съезд партии решил порвать с Социалистическим интернационалом в знак протеста против поддержки французской секцией того суэцкой авантюры и колониальной войны в Алжире. 
На выборах 1962 года СПУ заключила союз с отколовшейся от Национальной партии фракцией Энрике Эрро, но их «Народный союз» не одержал значительного электорального успеха, а Эмилио Фругони основал отдельную партию Социалистическое движение. Под влиянием Кубинской революции происходит дальнейшая радикализация актива Соцпартии; в его рядах зарождается (и затем откалывается от партии) леворадикальное движение сторонников прямого действия и городской герильи «Тупамарос», основателем которого выступает член СПУ Рауль Сендик. 
В 1971 году партия была одним из членов-основателей Широкого фронта — левой коалиции, оказавшейся в подполье во время установившейся в 1973 году военной диктатуры, но затем ставшей одной из ведущих сил страны. На XXVII съезде СПУ было заявлено, что партия в своей деятельности опирается на марксизм-ленинизм.
На выборах 2004 года Широкий фронт победил, и президентом страны был избран представитель СПУ Табаре Васкес. Васкес — первый социалист, избранный мэром Монтевидео в 1989 году, — был главой Уругвая в 2005—2010 годах и с 2015 года, а его партия имела широкое представительство в кабинете и при Хосе Мухике. С марта 2016 года генеральным секретарем СПУ является сенатор Моника Ксавье. Мэр Монтевидео с 2015 года Даниэль Мартинес был кандидатом в президенты от Широкого фронта на выборах 2019 года.